# Víktor Zótov
Víktor Dmítrievich Zótov (translitera al cirílico ruso Виктор Дмитриевич Зотов) (Vladivostok, Rusia; 16 de septiembre de 1908 - Christchurch, Nueva Zelanda; 26 de mayo de 1977) fue un botánico y agrostólogo de Nueva Zelanda.
Zótov nació en Vladivostok, Rusia y emigró a Nueva Zelanda en 1924. Asistió a la Feilding High School desde 1925-1927. En 1928 comenzó a trabajar en la Estación de Investigación de Plantas en la Palmerston Norte, que en 1936 se convirtió en la Oficina de Investigación de Plantas en la DSIR, y continuó trabajando en la División de Botánica de esta organización hasta su jubilación en 1968.
El interés de Zótov estaba en los pastos de Nueva Zelanda, escribiendo artículos sobre pastos de Canarias, Arundinoideae y sobre todo de Gramineae. También estaba interesado en la vegetación de la Tararua Range donde disfrutó viajando y además, publicó sobre la erosión del suelo.
- La abreviatura «Zotov» se emplea para indicar a Víktor Zótov como autoridad en la descripción y clasificación científica de los vegetales.[1]